# Handball aux Goodwill Games de 1986
Navigation
Seattle 1990
Les compétitions de handball aux Goodwill Games de 1986 se sont déroulées à Moscou du 13 au 18 juillet 1986. Il s'agit de la première édition de la compétition qui comporte à la fois un tournoi masculin et un tournoi féminin.
L'URSS remporte les deux tournois devant les États-Unis chez les hommes et devant l'Allemagne de l'Ouest chez les femmes.

## Tournoi masculin
Le tournoi aurait dû opposer le Danemark, l'Espagne, la RFA, la Pologne, les Etats-Unis et l'URSS. Finalement, le Danemark, l'Espagne et la RFA n'ont pas participé et ont été remplacés par la Tchécoslovaquie, l'Islande et la Russie. Mais cette dernière étant une république de l'URSS, ses résultats ne sont pas comptabilisés.

### Résultats
| Date            | Équipe 1         | Score | Équipe 2        |
| --------------- | ---------------- | ----- | --------------- |
| 13 juillet 1986 | États-Unis       | 23-21 | Tchécoslovaquie |
| 13 juillet 1986 | Russie           | 20-20 | Pologne         |
| 13 juillet 1986 | Union soviétique | 30-17 | Islande         |
| 14 juillet 1986 | Tchécoslovaquie  | 23-15 | Pologne         |
| 14 juillet 1986 | États-Unis       | 22-19 | Islande         |
| 14 juillet 1986 | Union soviétique | 32-26 | Russie          |
| 15 juillet 1986 | Islande          | 22-21 | Pologne         |
| 15 juillet 1986 | Union soviétique | 23-19 | États-Unis      |
| 15 juillet 1986 | Russie           | 23-21 | Tchécoslovaquie |
| 17 juillet 1986 | Russie           | 22-20 | Islande         |
| 17 juillet 1986 | Pologne          | 21-20 | États-Unis      |
| 17 juillet 1986 | Union soviétique | 18-17 | Tchécoslovaquie |
| 18 juillet 1986 | Tchécoslovaquie  | 20-19 | Islande         |
| 18 juillet 1986 | Russie           | 27-22 | États-Unis      |
| 18 juillet 1986 | Union soviétique | 26-18 | Pologne         |

### Classement
|   | Équipe           | Pts | J | G | N | P | Bp | Bc | Diff | Dép |
| - | ---------------- | --- | - | - | - | - | -- | -- | ---- | --- |
| 1 | Union soviétique | 8   | 4 | 4 | 0 | 0 | 97 | 71 | 26   | /   |
| 2 | États-Unis       | 4   | 4 | 2 | 0 | 2 | 84 | 84 | 0    | 1 G |
| 3 | Tchécoslovaquie  | 4   | 4 | 2 | 0 | 2 | 81 | 75 | 6    | 1 P |
| 4 | Islande          | 2   | 4 | 1 | 0 | 3 | 77 | 93 | -16  | 1 G |
| 5 | Pologne          | 2   | 4 | 1 | 0 | 3 | 75 | 91 | -16  | 1 P |

La Russie n'est pas officiellement classée mais aurait sinon été classée deuxième avec 7 points.

### Effectifs

#### Médaille d'or:Union soviétique
- Valeri Gopine
- Aleksandr Malinovsky
- Sergueï Ribakov
- Andreï Chtchepkine
- Konstantine Charovarov
- Igor Tchoumak
- Alexandre Toutchkine
- Mikhaïl Vassiliev
- Iouri Kidaïev
- Valdemar Novitski
- Alexandre Rimanov
- Iouri Chevtsov
- Alexandre Chipenko
- Georgy Sviridenko
- Raimundas Valuckas

#### Médaille d'argent:États-Unis
- James Buehning
- Bob Djokovich
- Craig Fitschen
- Boyd Janny
- Joseph McVein
- Greg Morava
- Jan Erik Paris
- Joe Story
- Scott Carlsen
- Scott Driggers
- Steven Goss
- Bill Kessler
- Rodney Mitchell
- Rod Oshita
- Thomas Schneeberger

#### Médaille de bronze:Tchécoslovaquie
- Miroslav Bajgar
- Petr Baumruk
- Milan Foľta
- Martin Liptak
- Jan Sedlacek
- Libor Sovadina
- Ľubomír Švajlen (de)
- Jan Bašný
- Milan Brestovanský
- Jiří Kotrč
- Peter Mesiarik
- Milan Skvaril
- František Štika
- Csaba Szüc (de)

#### Quatrième place:Islande
- Thorbergur Adalsteinsson
- Hedinn Gilsson
- Sigurjón Guðmundsson
- Guðmundur Hrafnkelsson
- Jakob Sigurðsson
- Hilmar Sigurgislasson
- Sigurður Valur Sveinsson
- Arni Fridleifsson
- Valdimar Grímsson
- Gunnar Gunnarsson
- Júlíus Jónasson
- Geir Sveinsson
- Brynjar Kvaran
- Ottar Massen

#### Cinquième place:Pologne
- Ryszard Antczak
- Wieslaw Goliat
- Andrzej Maluszkiewicz
- Tomasz Marszalek
- Marek Przybylski
- Robert Skalski
- Krzystof Szargiej
- Leslaw Dziuba
- Marek Korodowiecki
- Krzysztof Latos
- Zbigniew Plechoc
- Leszek Sadowy
- Piotr Swigon

## Tournoi féminin
Le tournoi oppose le Danemark, la RFA, la Hongrie, le Japon, les Etats-Unis et l'URSS

### Résultats
| Date            | Équipe 1             | Score | Équipe 2             |
| --------------- | -------------------- | ----- | -------------------- |
| 13 juillet 1986 | Japon                | 21-21 | États-Unis           |
| 13 juillet 1986 | Allemagne de l'Ouest | 19-15 | Hongrie              |
| 13 juillet 1986 | Union soviétique     | 29-18 | Danemark             |
| 14 juillet 1986 | Hongrie              | 21-16 | Japon                |
| 14 juillet 1986 | Danemark             | 23-22 | États-Unis           |
| 14 juillet 1986 | Union soviétique     | 26-20 | Allemagne de l'Ouest |
| 15 juillet 1986 | Allemagne de l'Ouest | 17-16 | Danemark             |
| 15 juillet 1986 | Hongrie              | 21-12 | États-Unis           |
| 15 juillet 1986 | Union soviétique     | 40-18 | Japon                |
| 17 juillet 1986 | Allemagne de l'Ouest | 19-15 | Japon                |
| 17 juillet 1986 | Hongrie              | 25-18 | Danemark             |
| 17 juillet 1986 | Union soviétique     | 23-16 | États-Unis           |
| 18 juillet 1986 | Allemagne de l'Ouest | 19-18 | États-Unis           |
| 18 juillet 1986 | Danemark             | 25-19 | Japon                |
| 18 juillet 1986 | Union soviétique     | 26-15 | Hongrie              |

### Classement
|   | Équipe               | Pts | J | G | N | P | Bp  | Bc  | Diff |
| - | -------------------- | --- | - | - | - | - | --- | --- | ---- |
| 1 | Union soviétique     | 10  | 5 | 5 | 0 | 0 | 144 | 87  | 57   |
| 2 | Allemagne de l'Ouest | 8   | 5 | 4 | 0 | 1 | 94  | 90  | 4    |
| 3 | Hongrie              | 6   | 5 | 3 | 0 | 2 | 97  | 91  | 6    |
| 4 | Danemark             | 4   | 5 | 2 | 0 | 3 | 100 | 112 | -12  |
| 5 | États-Unis           | 1   | 5 | 0 | 1 | 4 | 89  | 107 | -18  |
| 6 | Japon                | 1   | 5 | 0 | 1 | 4 | 89  | 126 | -37  |

### Effectifs

#### Médaille d'or:Union soviétique
- Natalia Anissimova
- Natalia Tsygankova
- Elena Gousseva
- Natalia Kirtchik
- Irina Malko
- Tamila Oleksiouk
- Tatiana Chalimova
- Valentina Zoubkou
- Marina Bazanova
- Tatiana Gorb
- Larissa Karlova
- Elena Kouznetsova
- Svetlana Mankova
- Olga Semionova
- Zinaïda Tourtchina

#### Médaille d'argent:Allemagne de l'Ouest
- Meike Birkmose
- Sabine Fricke
- Sabine Hintz
- Sabrina Koschella
- Barbara Pfister
- Sigrid Schiess
- Dagmar Stelberg
- Sabine Wagner
- Silvia Schmitt
- Sabine Erbs
- Petra Helfers
- Ekkehard Hoffman
- Bernhard Muller
- Petra Platen
- Manuela Schmidt
- Michaela Traub
- Dagmar Zollner

#### Médaille de bronze:Hongrie
- Mária Ácsbog
- Erika Csapó
- Anikó Géczi
- Katalin Gombai
- Zsuzsa Nyári
- Mariann Rácz
- Katalin Szilágyi
- Ildikó Tóth
- Ildikó Barna
- Csilla Elekes (de)
- Marianna Gódor
- Eva Kovács
- Csilla Orbán
- Erzsébet Sulyok (Németh Gáborné)
- Anna Topa
- Rózsa Tóth

#### 4eplace:Danemark
- Vibeke Andersen (GB)
- Charlotte Birkmose (GB)
- Ea Lahn Jensen (GB)
- Susanne Møller Andersen
- Heidi Bruun
- Gun-Maj Kirkeløkke
- Tine Mortensen
- Anette Rytter
- Bente Thomsen
- Lone Christensen
- Lise Jensen
- Astrid Larsen
- Helle Petersen
- Yvette Sørensen

#### 5eplace:Japon
- Yumi Ikegami
- Hideko Iwamura
- Mitsuko Koguchi
- Ikuko Kondo
- Shigeko Maeda
- Chiemi Nojima
- Yoshie Tokizame
- Kayo Yamauchi
- Hiromi Isoyama
- Yumiko Izawa
- Hiroko Koike
- Toyoko Kuzuu
- Yukiko Muto
- Michi Terasawa
- Kazuko Yamagishi

#### 6eplace:États-Unis
- Lisa Christoph
- Laura Coenen
- Sandra De La Riva
- Meg Gallaher
- Leora Jones (en)
- Maureen Latterner
- Karyn Palgut
- Kim Clarke
- Tess Contos
- Carmen Forest
- Amy Gamble
- Portia Lack
- Bev Miller
- Sherry Winn